# Аризанов, Ильйо
Ильйо Аризанов (серб. Иљо Аризанов / Iljo Arizanov; 11 мая 1960 года, село Иловица, община Босилово — 4 сентября 2011 года, Белград) — югославский пилот и подполковник ВВС Югославии. Участник войны НАТО против Югославии.

## Биография
Ильйо Аризанов родился 11 мая 1960 года в селе Иловица (община Босилово).
Он пилотировал самолёт МиГ-29 во время войны НАТО против Югославии в 1999 году. 24 марта 1999 года майор Аризанов был среди пилотов, которые сразу же вступили в бой с авиацией НАТО. В ту же ночь он был сбит американским F-15 (пилот — Сесар Родригес) и катапультировался, как и три других пилота, но Аризанову не удалось отправить сообщение в штаб, и он бесследно исчез. Как выяснилось, он приземлился в Дренице, где почти 48 часов прорывался через позиции АОК. Добрался до аэропорта Приштины в очень плохом состоянии, где ему оказали медицинскую помощь. Его положение было плачевным: он питался только снегом.
В том же 1999 году, он выходит на пенсию и с тех пор жил в Белграде. В 2008 году о Аризанове и его боевых товарищах был снят документальный фильм под названием «Никто не сказал "не буду"» (серб. Нико није рекао нећу).
Скончался 4 сентября 2011 от сердечного приступа.
Дочь — Наташа, подпоручик ВВС и ПВО Сербии.